# Oliver Deiser
Oliver Deiser (* 1971 in München) ist ein deutscher Mathematiker und Mathematikdidaktiker.
Deiser besuchte das Maximiliansgymnasium in München mit dem Abitur 1990 und studierte an der Ludwig-Maximilians-Universität München Mathematik mit dem Diplom 1995 und der Dissertation in Mengenlehre 1999 bei Hans-Dieter Donder (und Ronald Jensen) (Untersuchungen über das Kernmodell für Maße der Ordnung Null).  Davor war er 1998/99 in der Gruppe von Ronald Jensen an der Humboldt-Universität Berlin. 2002/03 war er als Fedor Lynen Stipendiat an der University of California, Berkeley. Ab 2005 war er Assistent an der FU Berlin, an der er sich 2007 habilitierte. 
Seit 2010 ist er an der TU München, an der er 2015 außerplanmäßiger Professor wurde.
Er befasst sich mit Mengenlehre und Mathematikdidaktik. Von ihm stammen mehrere einführende Lehrbücher, die er größtenteils frei zugänglich online stellte.
Er ist seit 2004 mit der Mathematikerin Caroline Lasser verheiratet, mit der er zwei Töchter hat.

## Bücher
- mit Caroline Lasser, Elmar Vogt, Dirk Werner: 12 x 12 Schlüsselkonzepte der Mathematik, Springer Spektrum 2011, 2. Auflage 2016
- mit Caroline Lasser: Erste Hilfe in Linearer Algebra, Springer Spektrum 2015
- Analysis 1, 2, Springer Spektrum 2012, 2013
- Erste Hilfe Analysis, Springer Spektrum 2012
- Grundbegriffe der wissenschaftlichen Mathematik : Sprache, Zahlen und erste Erkundungen, Springer 2010
- Einführung in die Mengenlehre : Die Mengenlehre Georg Cantors und ihre Axiomatisierung durch Ernst Zermelo, 2002, 3. Auflage, Springer 2010
- Reelle Zahlen : das klassische Kontinuum und die natürlichen Folgen, 2. Auflage, Springer 2008